# Тул (окръг)
Вижте пояснителната страница за други значения на Тул.
Окръг Тул (на английски: Toole County) е окръг в щата Монтана, Съединени американски щати. Площта му е 5040 km², а населението - 4886 души (2017). Административен център е град Шелби.